# Camopi
Camopi es una comuna ubicada al sudeste de la Guayana Francesa. Tiene un área de 10.030 km² y es la tercera comuna más grande de Francia; su población es de 1.645 habitantes (en 2011).
La sede de la comuna es la villa de Camopi, ubicada en la frontera con Brasil, cerca de la unión de los ríos Oyapoque y Camopi.